# 克孜勒科尔贡 (阿拉万区)
克孜勒科尔贡是吉尔吉斯斯坦奥什州阿拉万区下辖的一个村。根据2009年吉尔吉斯共和国人口普查，全村人口为1014人。